# Lamashtu

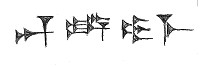
Nombre sumerio de Lamashtu en escritura cuneiforme antigua babilonia, ^{d}Dim_{3}-me

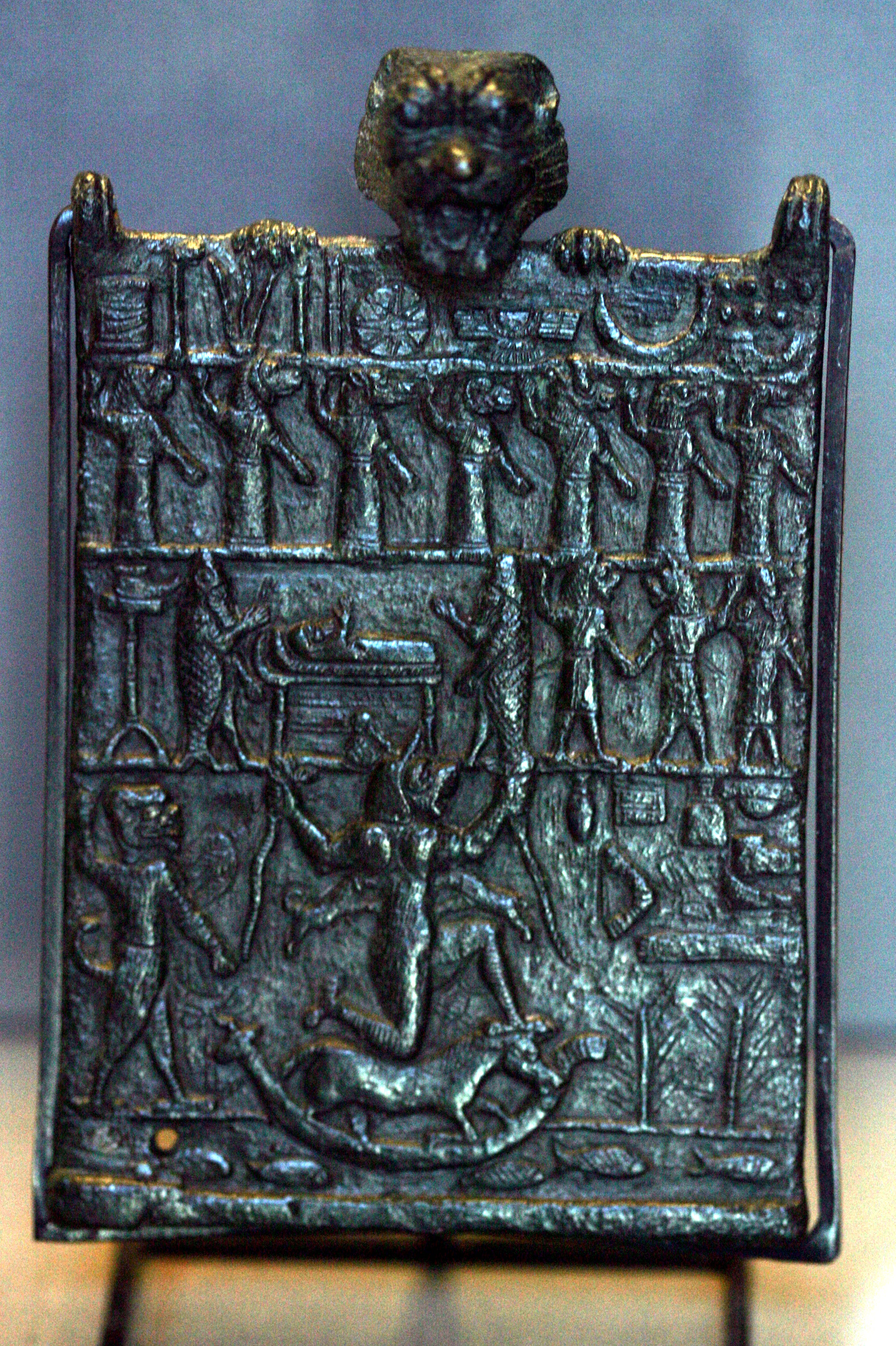
Placa de bronce con relieves apotropaicos contra Lamashtu, periodo neoasirio (934-609 a. C.). La cabeza de la parte superior representa al demonio Pazuzu, su consorte y enemigo. Esta obra se encuentra en el Museo del Louvre de París.

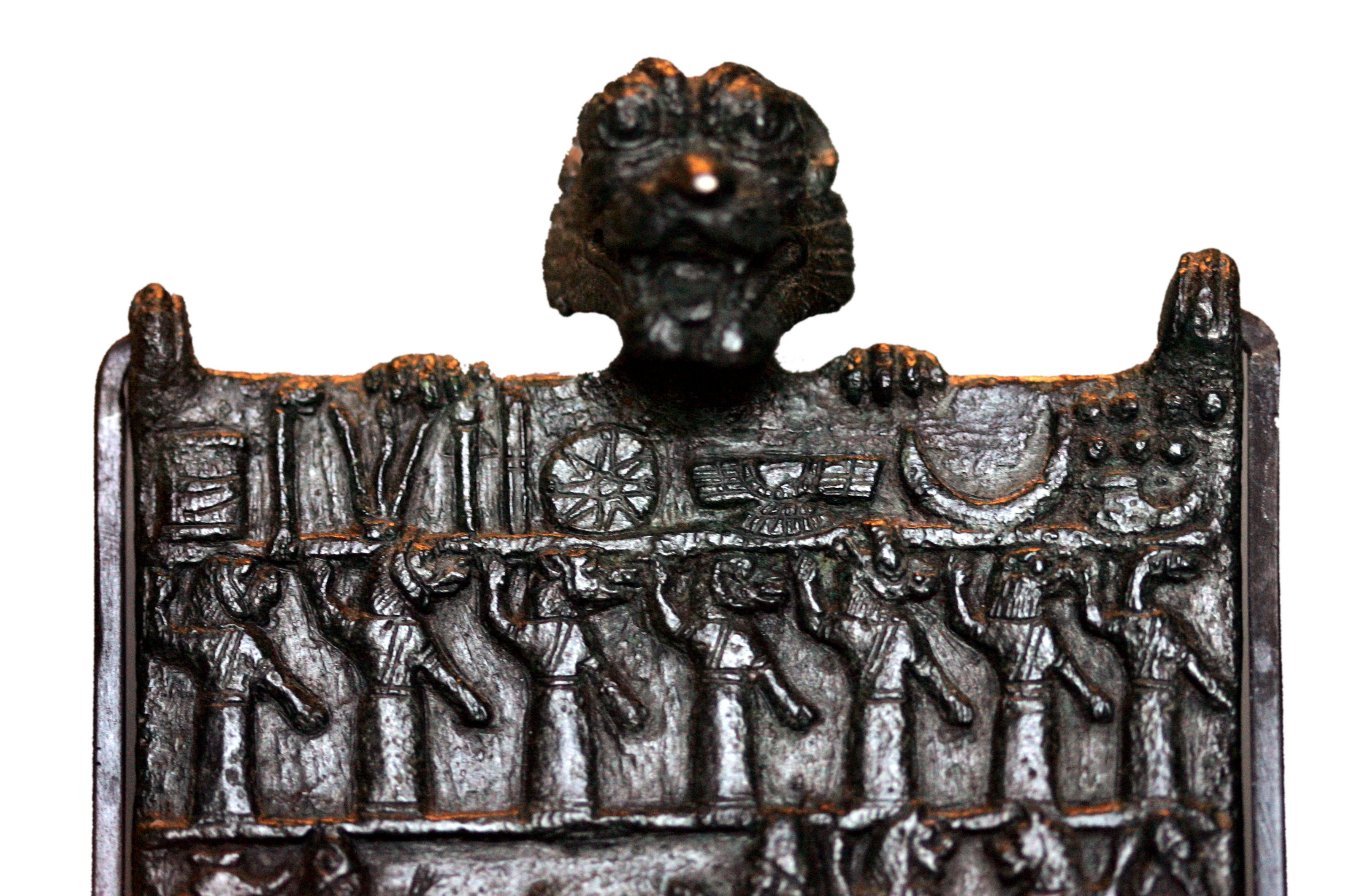
Detalle de la cabeza de Pazuzu sobre la placa de Lamashtu.

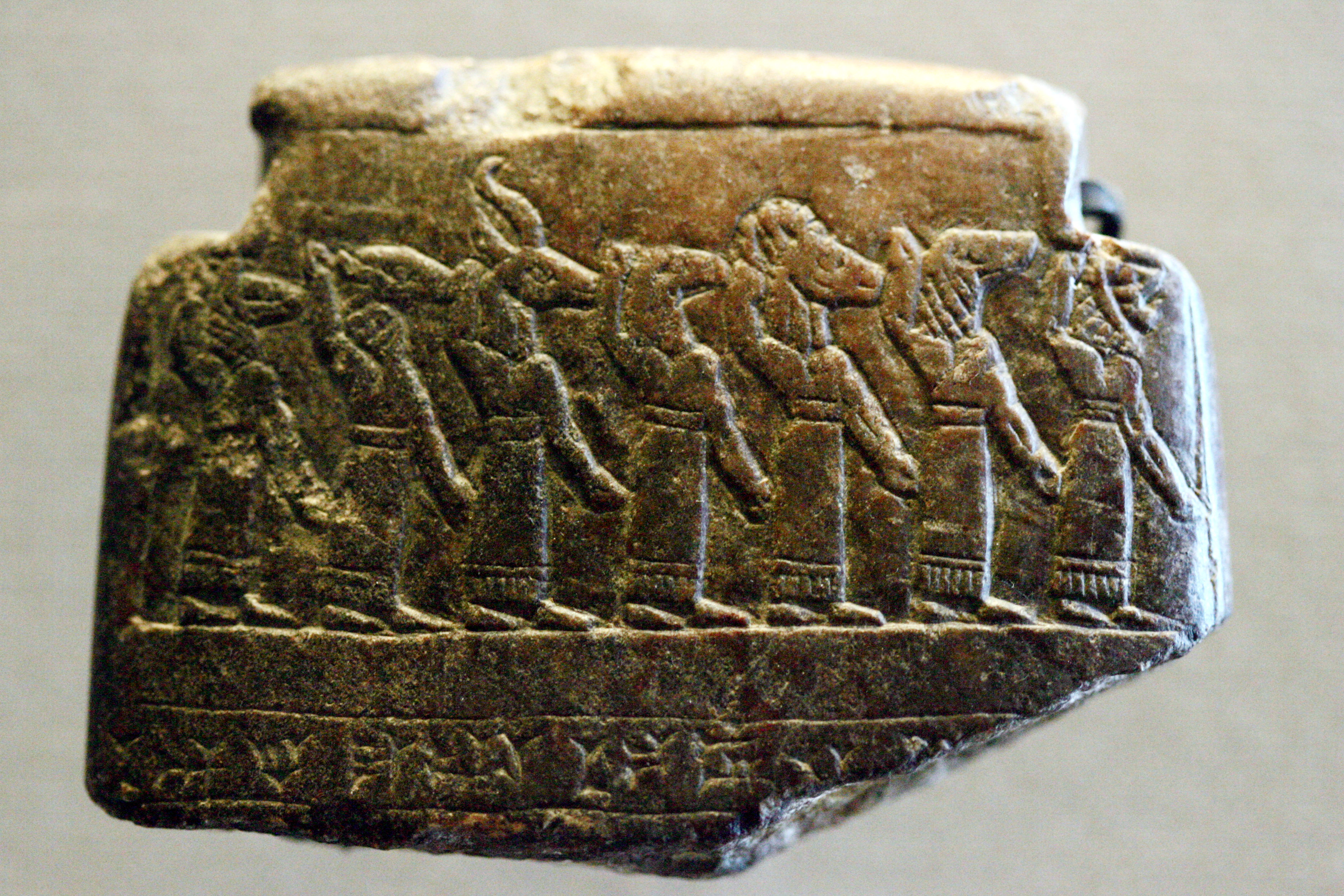
Placa neoasiria de protección contra Lamashtu. Museo del Louvre.

Lamashtu (Lamaštu) o Labartu (nombres acadios), llamada también Dimme (en la mitología sumeria) era un demonio femenino en la mitología de los pueblos mesopotámicos. Era un demonio sumamente maligno, y por tanto muy temido.

## Características
Se alimentaba de niños lactantes o neonatos, a los que raptaba mientras dormían sus madres para comerse su carne y beberse su sangre. También era responsable de los abortos, que provocaba tocando siete veces el vientre de la madre gestante, y de la muerte de los niños en la cuna. También eran sus potenciales víctimas las madres y, ocasionalmente, hombres adultos a los que devoraba. También provocaba pesadillas; mataba el follaje; infestaba ríos y lagos; y era portadora de enfermedades, dolencias y muerte.
Era hija del dios An, y a diferencia de muchas otras figuras y representaciones demoníacas habituales en la tradición mesopotámica, se decía que Lamashtu actuaba con malevolencia por su propia voluntad, en lugar de seguir las instrucciones de los dioses. Junto con esto, su nombre fue escrito junto con el determinativo cuneiforme que indica deidad. Esto significa que ella era una diosa o una semidiosa por derecho propio. Tenía siete nombres y fue descrita como siete brujas en encantamientos. El único ser capaz de actuar contra ella era Pazuzu, su consorte. Por ello, para evitar su ataque, en los niños recién nacidos y en sus madres se colocaban amuletos con la imagen de Pazuzu.
Conjuro contra Lamaštu:

«Grande es la hija del Cielo que tortura a los bebés, Su mano es una red, su abrazo es la muerte. Es cruel, furiosa, colérica, depredadora, corredora, ladrona es la hija del Cielo. Toca el vientre de las parturientas. Saca el bebé de las mujeres embarazadas. La hija del Cielo es uno de los Dioses, sus hermanos. Sin hijo propio. Su cabeza es la cabeza de un león. Su cuerpo es el cuerpo de un burro. Ella ruge como un león. Ella aúlla constantemente como un perro demonio».

En otro encantamiento contra ella, parece identificarse con Inanna:

«Lamash, hija de Anu cuyo nombre ha sido pronunciado por los dioses Innin (Inanna), reina de reinas. Lamashtu, oh gran dama que se apodera del doloroso Asakku. Abrumando al Alû. No te acerques a lo que pertenece al hombre. Sé conjurada por el Cielo. Sé conjurada por la Tierra. Sé conjurada por Enlil. Sé conjurada por Ea».

## Aspecto
Se la representaba con cuerpo peludo, cabeza de leona (a veces de pájaro) con orejas y dientes de burro, largos dedos con uñas también largas, y patas de pájaro con garras afiladas. A menudo se muestra montando un burro y amamantando un perro con el pecho derecho y un cerdo (a veces, otro perro) con el izquierdo, mientras sostiene serpientes (bicéfalas a veces) en ambas manos.

## Lamashtu en la ficción
- Lamashtu aparece en el episodio "The Saint of Last Resorts" de la primera temporada de la serie Constantine.[8]
- La película de terror Venus (2022) incluye en su trama el culto a Lamashtu.